# Jesionka (przystanek kolejowy)
Jesionka – jeden z dwóch przystanków kolejowych (drugi to Sucha Żyrardowska) w Jesionce, w województwie mazowieckim, w Polsce. Znajdują się tu 2 perony.

## Ruch pasażerski[1]
| Rok  | Wymiana pasażerska na dobę | Miejsce w Polsce |
| ---- | -------------------------- | ---------------- |
| 2017 | 300-499                    | bd.              |
| 2018 | 300-499                    | bd.              |
| 2019 | 700-999                    | 389.             |
| 2020 | 500-699                    | 360.             |
| 2021 | 500-699                    | 368.             |
| 2022 | 500-699                    | 432.             |
| 2023 | 700-999                    | 456.             |
| 2024 | 500-699                    | 507.             |

## Połączenia
| Przewoźnik         | Linia | Trasa                                        |
| ------------------ | ----- | -------------------------------------------- |
| Koleje Mazowieckie | R1    | Warszawa Wschodnia - Jesionka - Skierniewice |